# Amarjit Singh Rana
Amarjit Singh Rana, född den 3 februari 1960 i Khusropur, Indien, är en indisk landhockeyspelare.
Han tog OS-guld i herrarnas landhockeyturnering i samband med de olympiska landhockeytävlingarna 1980 i Moskva.